# Kay Parker
Kay Taylor Parker (Birmingham, 28 agosto 1944 – Los Angeles, 14 ottobre 2022) è stata un'attrice pornografica britannica, famosa per aver partecipato ai film della serie Taboo.

## Biografia
Fu l'attore John Leslie che le propose di cominciare a recitare in film hardcore verso la fine degli anni settanta.  Kay Parker apparve in oltre 50 film per adulti dal 1977 fino alla fine degli anni ottanta, il suo primo film porno fu SexWorld.
Kay Parker lavorò poi come consulente e docente di New Age e metafisica. Nel 2001 scrisse un libro intitolato Taboo: Sacred, Don't Touch (ISBN 0971368406), nel quale raccontò la sua infanzia, la sua carriera nell'industria dell'intrattenimento per adulti e le sue esperienze con la metafisica.

### Taboo
Il suo ruolo più celebre interpretato sullo schermo è quello di Barbara Scott, una madre incestuosa nel film porno del 1980 Taboo, e nei suoi seguiti.
Nel primo Taboo la Parker copula con il porno attore Mike Ranger, che interpreta il ruolo di suo figlio Paul Scott. In Taboo 2 Kay si accoppia con Kevin James, un giovane attore che interpreta Gregory "Junior" McBride Jr., il miglior amico di Paul. In Taboo 3 la Parker copula con il figlio più giovane, James Scott (Jerry Butler), che, in una stanza buia, ha erroneamente scambiato per Paul, il figlio maggiore. In Taboo 9 appare in un ruolo "non-sex".
Come da lei riferito nel commento inserito nell'edizione speciale in DVD del film, la Taboo: Special Edition, all'epoca delle riprese del film esisteva effettivamente grande attrazione fisica tra di lei e Mike Ranger, nonostante la differenza d'età di 8 anni che li separava.

## Premi e riconoscimenti
AVN Awards
- Hall of Fame[6]

XRCO Award
- 1985 - Special Merit Award[7]
- 1990 - Hall of Fame[8]

Altri riconoscimenti
- 1983: AFAA Award, Best Supporting Actress per Sweet Young Foxes (1983)
- Legends of Erotica Hall of Fame[9]

## Filmografia hard e non
- 7 Into Snowy, regia di Antonio Shepherd (1977)
- SexWorld, regia di Anthony Spinelli (1977)
- Tentazioni di una moglie infedele (V: The Hot One), regia di Gary Graver (1978)
- Chorus Call, regia di Antonio Shepherd (1978)
- The Health Spa, regia di Clair Dia (1978)
- Untamed, regia di Richard Kanter (1978)
- Dracula... Ti succhio (Dracula Sucks), regia di Phillip Marshak (1978)
- Kate and the Indians, regia di Allen Swift (1979)
- Taboo, regia di Kirdy Stevens (1980)
- Champagne for Breakfast, regia di Chris Warfield (1980)
- Downstairs/Upstairs, regia di Joseph Bardo (1980)
- Dracula's Bride, regia di William Margold & Phillip Marshak (1980)
- The Dancers, regia di Anthony Spinelli (1981)
- Fast Cars Fast Women, regia di Scott McHaley (1981)
- The Seven Seductions, regia di Charles Webb (1982)
- Vista Valley PTA, regia di Anthony Spinelli (1981)
- Body Talk, regia di Pedie Sweet (1982)
- Desire, regia di Vinnie Rossi (1982)
- Intimate Lessons, regia di Phillip Marshak (1982)
- Memphis Cathouse Blues, regia di Ken Gibb (1982)
- Casanova II, regia di Carlos Tobalina (1982)
- Il più bel casino del Texas (The Best Little Whorehouse in Texas), regia di Colin Higgins (1982)
- Taboo 2, regia di Kirdy Stevens (1982)
- Satisfactions, regia di Gary Graver (1983)
- Private Teacher, regia di Gary Graver (1983)
- Fantasy Follies, regia di Drea (1983)
- Swedish Erotica 45 (1983)
- Sweet Young Foxes, regia di Bob Chinn (1983)
- Centraliniste super sexy (The Young Like It Hot), regia di Bob Chinn (1983)
- Nasty Nurses, regia di Paul Vatelli (1984)
- Eighth Erotic Film Festifal, regia di Jack Genero (1984)
- Erotic Radio WSEX, regia di Bob Augustus (1984)
- Matinee Idol, regia di Henri Pachard (1984)
- Firestorm, regia di Cecil Howard (1984)
- Tomboy, regia di Henning Schellerup (1984)
- L'amour, regia di Marga Aulbach & Jack Remy (1984)
- Sex Play, regia di Gary Graver (1984)
- Spectators, regia di Anthony Spinelli (1984)
- Taboo 3, regia di Kirdy Stevens (1984)
- Too Hot To Touch, regia di Bob Vosse (1985)
- I Want To Be Bad, regia di Gary Graver (1985)
- Connection Live (1985)
- Hot Blooded, regia di Stu Segall (1985)
- Ladies Of The 80's, regia di Mark Richards (1985)
- Lorelei, regia di Jack Remy (1985)
- Nice And Tight, regia di Bob Chinn (1985)
- Traci's Fantasies, regia di Paul Vatelli (1986)
- Night on the Wild Side, regia di Charles Webb (1986)
- Careful, He May Be Watching, regia di Richard Pacheco (1987)
- Bigger the Better 1 (1988)
- Stairway to Paradise, regia di Sharon Kane (1991)
- Taboo 9, regia di Alex de Renzy (1991)
- Desert Winds, regia di Michael A. Nickles (1994)
- Merchants of Venus, regia di Len Richmond (1998)
- Naked Angel, regia di Bud Lee (1999)